# جولیان بارنز
جولیان پاتریک بارنز (به انگلیسی: Julian Patrick Barnes) نویسنده و منتقد ادبی انگلیسی است. او در ۱۹ ژانویه سال ۱۹۴۶ در یک خانواده فرهنگی به دنیا آمد و از کالج مگدالن آکسفورد در سال ۱۹۶۸ فارغ‌التحصیل شد. او به مدت سه سال، فرهنگ‌نویس واژه‌نامه انگلیسی آکسفورد بود و بعد از آن در نیو استیتسمن و آبزرور (به انگلیسی: Observer) نقد می‌نوشت. او دل‌بسته ادبیات فرانسه و عاشق فلوبر است. در سال ۲۰۱۱ میلادی، کتاب وی به نام درک یک پایان برنده جایزه ادبی من بوکر شد. او در همین سال جایزه ادبی دیوید کوهن را به پاس یک عمر فعالیت و دستاورد ادبی دریافت کرد. سه کتاب دیگر او هم پیش از آن نامزد جایزه من بوکر شده بودند: طوطی فلوبر (۱۹۸۴)، انگلیس، انگلیس (۱۹۹۸) و آرتور و جرج (۲۰۰۵). او همچنین تحت اسم مستعار دَن کاوانا (به انگلیسی: Dan Kavanagh) چندین رمان جنایی هم نوشته‌است. علاوه بر رمان، بارنز چندین مجموعه مقالات و داستان کوتاه هم منتشر کرده‌است.
از جمله کتاب‌های او می‌توان به دیار مترو (۱۹۸۰)، درک یک پایان، قبل از آشنایی او با من (۱۹۸۲)، درباره‌اش حرف بزنیم، مجموعه داستان عبور از کانال، چیزی برای ترسیدن وجود ندارد (۲۰۰۸)، هیاهوی زمان، تنها داستان (۲۰۱۸) و… اشاره کرد.

## ترجمه آثار به فارسی
کتاب «آرتور و جورج» اثر جولیان بارنز که در لیست نهایی جایزه من‌بوکر سال ۲۰۰۵  و لیست نهایی جایزه جایزه ایمپک دوبلین ۲۰۰۷ قرار گرفته .  و شرحی بر زندگی آرتور کانن دویل خالق داستان های شرلوک هولمز است، در سال ۱۴۰۲ به ترجمه نوید فرخی توسط نشر تداعی به چاپ رسید.